# 细坳镇
细坳镇，是中华人民共和国广东省河源市龙川县下辖的一个乡镇级行政单位。

## 行政区划
细坳镇下辖以下地区：
细坳社区、细坳村、月光正村、大河村、联平村、贵湖村、永安村、楠木村、黄花村、半径村、黄龙村、张田村和小三村。